# ارسبار
ارسبار (به لاتین: Arazbar) یک منطقهٔ مسکونی در جمهوری آذربایجان است که در شهرستان آغجه‌بدی واقع شده‌است. ارسبار ۱٬۲۷۹ نفر جمعیت دارد.